# 单纯范畴
数学裡，单纯范畴（simplicial category）或序数范畴（ordinal category）是范畴论中用来定义单纯与余单纯对象的一个构造。 

## 正式定义
单纯范畴通常记作 {\displaystyle \Delta }，有时也写成 Ord。这个范畴有多个等价的描述。{\displaystyle \Delta } 可以描述为对象为有限序数（视为全序集），态射为保序函数范畴。这个范畴由余面映射与余退化映射生成，对应于插入或删去顺序中的元素，这些映射的关系参见单纯集合。
单纯对象是 {\displaystyle \Delta } 上的一个预层，即从 {\displaystyle \Delta } 到另一个范畴的反变函子。例如，单纯集合是值域范畴为集合范畴的反变函子。类似地，余单纯对象是从 {\displaystyle \Delta } 出发的一个共变函子。注意在拓扑学中，这样定义的单纯对象可能称为增广单纯对象，因为有一个增广映射。去掉这个映射得出一个传统定义的单纯对象。
代数学定义将 {\displaystyle \Delta } 等同于在单个幺半生成元自由生成幺半范畴。这个表述在理解一个幺半范畴中的任何余幺半对象如何给出一个单纯对象时有用，因为它可以视为从 {\displaystyle \Delta ^{op}} 到包含那个余幺半对象的幺半范畴的函子。类似地，这也说明了从 Monad（从而伴随函子）构造单纯集合，因为 Monad 可以视为自函子范畴中的幺半对象。